# Chronik der Regierungskrise in der Elfenbeinküste vor Dezember 2010

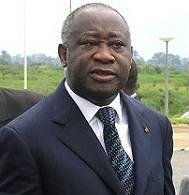
Laurent Gbagbo (2007)

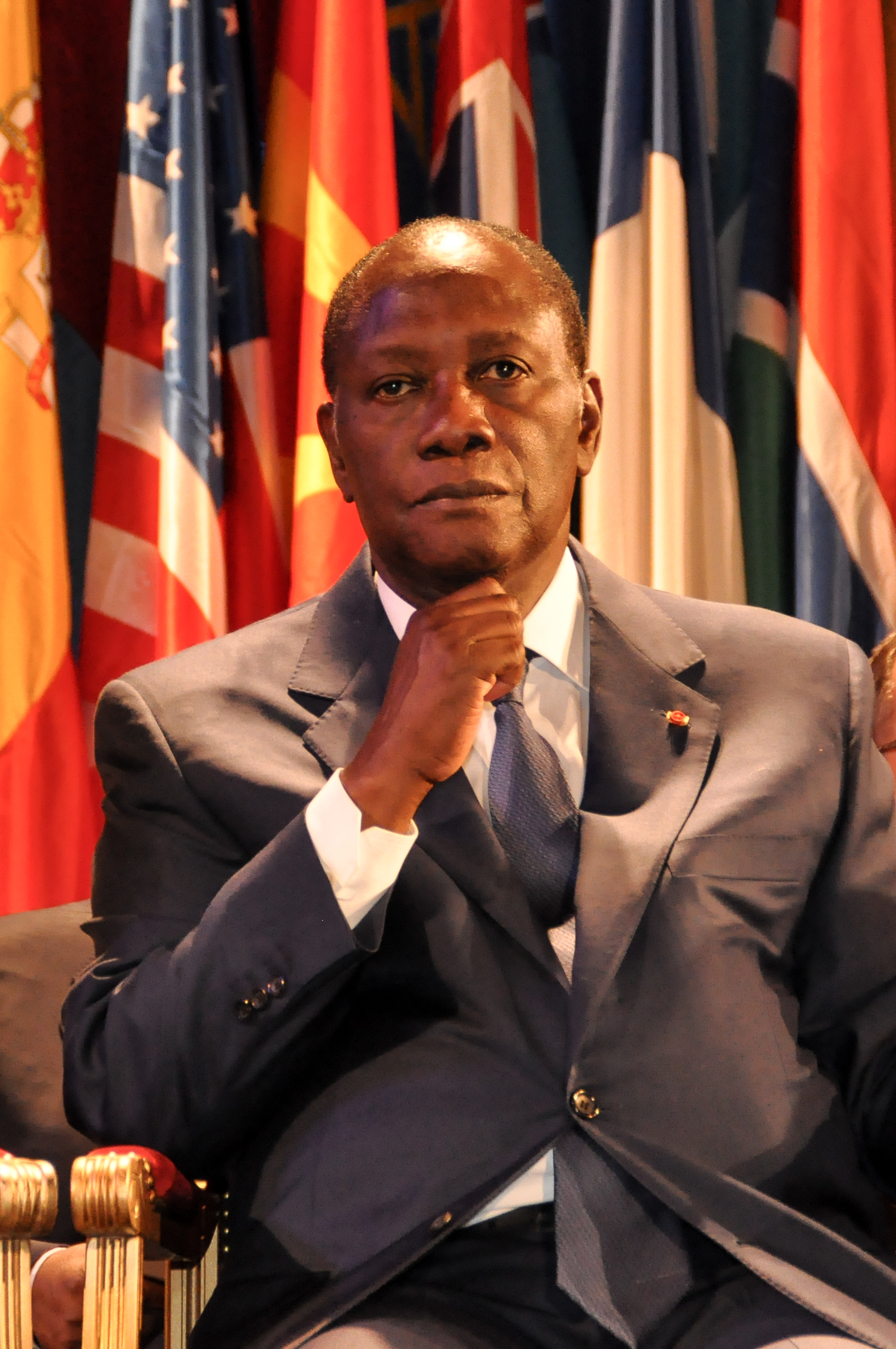
Alassane Ouattara (2011)

Die Chronik der Regierungskrise in der Elfenbeinküste vor Dezember 2010 erfasst die Ereignisse im Zusammenhang mit der Regierungskrise in der Elfenbeinküste 2010/2011.
Die Chronologie ist nach Jahren und Monaten geordnet. Ereignisse, die über einen längeren Zeitraum wirken, sind am frühestmöglichen Datum einsortiert.

## Oktober 2010
| Datum    | Ereignis        | Ort | Beschreibung | Anmerkung, Quellen |
| -------- | --------------- | --- | --- | ------------------ |
| 31. Okt. | Erste Wahlrunde | –   | Die erste Runde der Präsidentschaftswahlen fand statt. Infolge des Bürgerkrieges wurden die ursprünglich für 2005 vorgesehenen Wahlen mehrfach verschoben. Amtsinhaber Laurent Gbagbo gewann die erste Runde der Wahlen vor seinem wichtigsten Herausforderer Alassane Ouattara. |                    |

## November 2010
| Datum           | Ereignis         | Ort     | Beschreibung | Anmerkung, Quellen |
| --------------- | ---------------- | ------- | --- | ------------------ |
| 28. Nov.        | Zweite Wahlrunde |         | Die zweite Runde der Präsidentschaftswahl fand statt. |                    |
| 28. Nov.        | Ausgangssperre   |         | Gbagbo erließ eine nächtliche Ausgangssperre. | [ 1 ]              |
| 28. Nov., Abend | Wahlergebnis     |         | Das offizielle Wahlergebnis der Wahlkommission war den beiden Lagern in groben Zügen bekannt. | [ 1 ]              |
| 29. Nov.        | Wahlergebnis     |         | Der Sprecher der Wahlkommission, Yacouba Bamba, gab im Fernsehen bekannt, dass Ouattara, nach ersten Teilergebnissen, mit 60 Prozent in Führung lag. | [ 2 ]              |
| 29. Nov., Abend | Wahlergebnis     | Abidjan | Der erste Versuch im Sitz der Wahlkommission, die Endergebnisse der Wahl bekanntzugeben, scheiterte. Anwesend waren die Kameras des staatlichen Rundfunks Radiodiffusion-Télévision ivoirienne (RTI) und verschiedener internationaler Sender wie RFI, BBC, CNN und Radio 24. Bei der Verkündung der ersten Teilergebnisse durch den Sprecher der Wahlkommission hinderte ihn Damana Adia Pickass, ein Anhänger von Gbagbo, mit Gewalt und den Worten „Wir haben diese Ergebnisse nicht autorisiert.“ am Weitermachen. Anwesende Sicherheitskräfte der Republikanischen Garde griffen nicht ein. Danach mussten alle Beobachter, Journalisten und Fernsehkameras das Gebäude verlassen. | [ 3 ] [ 1 ]        |